# Непал
Непал (неп. नेपाल), званично Савезна Демократска Република Непал (неп. संघीय लोकतान्त्रिक गणतन्त्र नेपाल), планинска је континентална држава у Хималајима на северу јужне Азије. Граничи се на југу, истоку и западу са Индијом и на северу са Кином (Аутономним регионом Тибет).
Површина Непала је 147.181 km², где је 2005. живело 27.133.000 становника. Политичка и верска престоница земље је његов убедљиво највећи град Катманду. По уређењу Непал је савезна демократска република.

## Историја
Кроз већи део своје историје Непал је био монархија. Њиме је од 1768. владала династија Шах која је ујединила мала краљевства. У време британске колонијалне власти у Индији Непал је остао независан, али изолован од спољног света, плативши цену кроз привредну неразвијеност и феудалну заосталост. Привредне реформе и делимично отварање према суседној Индији последњих деценија довеле су до промена набоље. Сметња развоју је било избијање грађанског рата 1996. у којем се марксистичка герила борила против централних власти. Године 2006. окончан је грађански рат договором о одржавању избора за уставотворну скупштину.
Непалски парламент је 28. маја 2008. године изгласао укидање монархије и успостављање Савезне Демократске Републике Непал.

## Географија

### Положај
Државе са којима се Непал граничи су Кина и Индија. Површина државе износи 147.181 km².
Непал је држава трапезоидног облика на јужним падинама Хималаја, дуга око 800 и широка око 200 km.

### Геологија и рељеф
Иако мала држава, Непал поседује велику разноврсност предела, од тропско влажне климе на југу, до највиших врхова света на северу. Обично се дели у три физичко-географске регије: планине, брда и регион Тераи (влажна регија). Ове еколошке зоне се простиру у правцу исток-запад, а вертикално их пресецају речни системи. Са повећањем надморске висине долази до смањивања температуре.
Осам од десет највиших светских врхова је у Непалу, од којих се највиши врх на Земљи Монт Еверест (8.848 m, непалски: Сагармата) налази на граници са Кином.

## Привреда
Главна привредна делатност и даље је пољопривреда, али расте удео услужних делатности (туризам). Држава велику помоћ прима од страних донатора: Немачке, Кине, Јапана и САД. Пољопривредне културе су: кукуруз, пшеница, пиринач, памук, дуван, кромпир, чај као и ароматично биље. Сточарство је развијено; оваца (2,4 мил) говеда (7 мил) свиња, коза. Индустрија је у зачетку: текстилна, прехрамбена, дуванска, коже, обућа. Руде: злато, бакар, гвожђе, манган и никл.

## Становништво
У Непалу живи више од 60 различитих етничких заједница и каста. Најбројније четири групе су: кшатрије (око 16%), брамани (око 13%), Магар (7%) и Тару (6,75%). Етнички Шерпе, познати као водичи алпинистичких експедиција, чине свега 0,68% становништва. Хиндуизам је најбројнија религија (80%), следи будизам (11%). Оснивач будизма Сидарта Гаутама (Буда) је рођен у Непалу. Непалским говори око половине становника, а служи и као lingua franca за говорнике других језика.
Око половина становништва живи испод границе сиромаштва (1,25 $ дневно).
Непалска застава једина је државна застава која нема правоугаони облик.

## Административна подела
- Непал
- Kathmandu
- Swayambhunath
- Познати Шива хинду храм
- Bhaktapur
- Himalaya
- Himalaya
- Куће у руралним деловима Непала су грађене од глине и камена
- Mustang
- Mustang